# Társas elkötelezettség normája
„Mindenki annyit ér, amennyit az ígéretei.” Ez a norma megkívánja tőlünk, hogy tartsuk be megállapodásainkat, és teljesítsük kötelezettségeinket. Az elkötelezettséget szabályozó normák a csoportok és társadalmak hatékony működését szolgálják. A csoport tagjai megbízhatnak egymásban, a megállapodások tartósak, és nem vesztik hamar érvényüket, a jövő megtervezésében pedig építhetünk mások kimondott szavára.
Természetesen az elkötelezettség normáját is fel lehet használni arra, hogy csapdába ejtsenek bennünket, ha azt gondolkodás nélkül követjük. Erre példa az „alacsony labda”-módszer.[forrás?]

## „Alacsony labda”-módszer
Az alacsony labda módszer egy olyan manipulációs technika, mely arra jó, hogy rávegyünk valakit arra, hogy fogadja el az ajánlatunkat. Aki ezt a technikát használja, először felajánl egy elég kecsegtető ajánlatot. Ez az ajánlat elég jónak tűnik ahhoz, hogy az alany belemenjen, és szóbeli megegyezést kössenek azzal, aki felajánlotta nekik ezt a dolgot. Viszont, mielőtt végleg megkötnék az üzletet, az ajánlatot megváltoztatják, és az alanyunk hiába nem örül a rosszabb ajánlatnak, késztetésnek érzi, hogy elfogadja, mivel előtte már beleegyezett. Ezt a stratégiát általában az üzleti életben, értékesítésnél használják az üzletemberek, hogy minél többet tudjanak eladni.
- Egy, a módszert bemutató szociálpszichológiai vizsgálatban a kutatók diákokat hívtak fel telefonon, és arra kérték őket, hogy vegyenek részt egy kísérletben, amit beszámítanak tanulmányaikba. Egyes kísérleti személyeknek rögtön megmondták a rossz hírt is: a kísérlet reggel 7 órakor kezdődik. Ezt tudván csupán 31 százalékuk vállalkozott a részvételre. Másoknál viszont alkalmazták az „alacsony labda” - módszert: először megkérdezték, hogy vállalják-e a részvételt, és csak ezután tudhatták meg az igent mondók a kezdési időpontot. Mégis, 56 százalékuk egyezett bele végül is a részvételbe, ami szignifikánsan több mint a kontrollcsoportban. Az egyezség megkötési után a diákok vonakodtak felrúgni a megállapodást, pedig közben megváltoztak a feltételek.[1]
- Például, kocsieladásoknál szokták sokszor használni ezt a technikát. Tegyük fel, van egy vásárló, aki kocsit szeretne venni, és az értékesítő azt mondja, hogy 1,5 millióért most megveheti ezt a kocsit. A vevő beleegyezik, mire az eladó hátramegy papírokért, hogy lebonyolíthassák az üzletet. Viszont, amikor visszajön, azt mondja, hogy a főnöke sajnos nem egyezett bele abba, hogy ennyiért eladja a kocsit, bármennyire is próbálta meggyőzni, ezért 1,8 millió lenne a kocsi így. Mivel a vevő úgy érzi, már beleegyezett az üzletbe, kötelességének érzi, hogy megvegye a kocsit, és ne hátráljon ki az üzletből.[3]
- Vagy egy utazásszervező iroda esetében, az eladó ajánl egy 5 csillagos hotelben lévő szállást a vevőknek, elég alacsony áron. Mivel elég jó ajánlat, ezért belemennek, viszont az eladó azt mondja, hogy az 5 csillagos hotel már teljesen betelt, de helyette ugyanazért az árért megtudnak szállni egy 3 csillagosban. Mivel már beleegyeztek, ezért ezt az ajánlatot is kötelességüknek érzik elfogadni.[4]

Az „alacsony labda”-módszer hatékonysága rövid és hosszú távon egyaránt befolyásolhatja a viselkedést. 

### Magyarázatai
Több folyamat is szerepet játszik abban, hogy az emberek a feltételek változása ellenére is tartják magukat kötelezettségvállalásaikhoz.
- A társas "szerződések" betartása. Kötelezőnek érezzük, hogy teljesítsük társas vállalásainkat.

- A következetlenség csökkentése. Bár tudjuk, hogy a rejtett költségek miatt számunkra az egyezség már nem előnyös, mégis belevágunk, mert ha visszakoznánk a kötelezettségtől azt nehéz lenne összeegyeztetni azzal a magunkról alkotott képpel, mely szerint a társadalom szavahihető és megbízható tagjai vagyunk. Tehát a múltbeli elkötelezettségünk és a visszakozás ellentmondása kognitív disszonanciát kelt bennünk.
- A kognitív megerősítés. Ha a kognitív megerősítés életbe lép, akkor az eredeti elköteleződést új gondolatok, érzések és viselkedésformák támasztják alá. Számba vesszük az új viselkedés vagy termék előnyét és hasznát, a tárgyról, mint sajátunkról kezdünk gondolkozni.

Az alacsony labda módszer hasonló az ajtóba tett láb technikához, de mégsem egyeznek meg teljesen. A két szociálpszichológiai fogalom abban különbözik, hogy hogyan próbálják rávenni a másikat, hogy teljesítse, amit kérnek. Az ajtóba tett láb technikánál először az alanyt egy kisebb feladat teljesítésére kérjük meg, amit elvégez, majd, ha egy nagyobb feladatra kérjük meg, azt is elfogja nekünk végezni, viszont az alacsony labda módszernél ez a kisebb ajánlat soha nem megy végbe, csak megelőzi a nagyobb ajánlatot, szóval csak az ajánlat megváltoztatása után várják a hatását, ellenben az ajtóba tett láb technikával.